# Abisko Turiststation
Abisko Turiststation is de naam van een toeristencomplex en halteplaats aan de Ertsspoorlijn in de Zweedse gemeente Kiruna aan het meer Torneträsk. Het toeristencomplex bestaat hoofdzakelijk uit een grote berghut, die wordt beheerd door de Svenska Turistförening. Het dient als uitvalsbasis tot het nationaal park Abisko en het langeafstandswandelpad kungsleden. De halteplaats bestaat sinds 1907 het huidige gebouw stamt uit 1986, de trein stopt hier alleen op aanvraag. Er is ook een parkeergelegenheid aan de E10. Tevens is er een kleine jachthaven aan het Torneträsk. Abisko Turiststation ligt ongeveer 2 km westelijk ten opzichte van Abisko Östra.

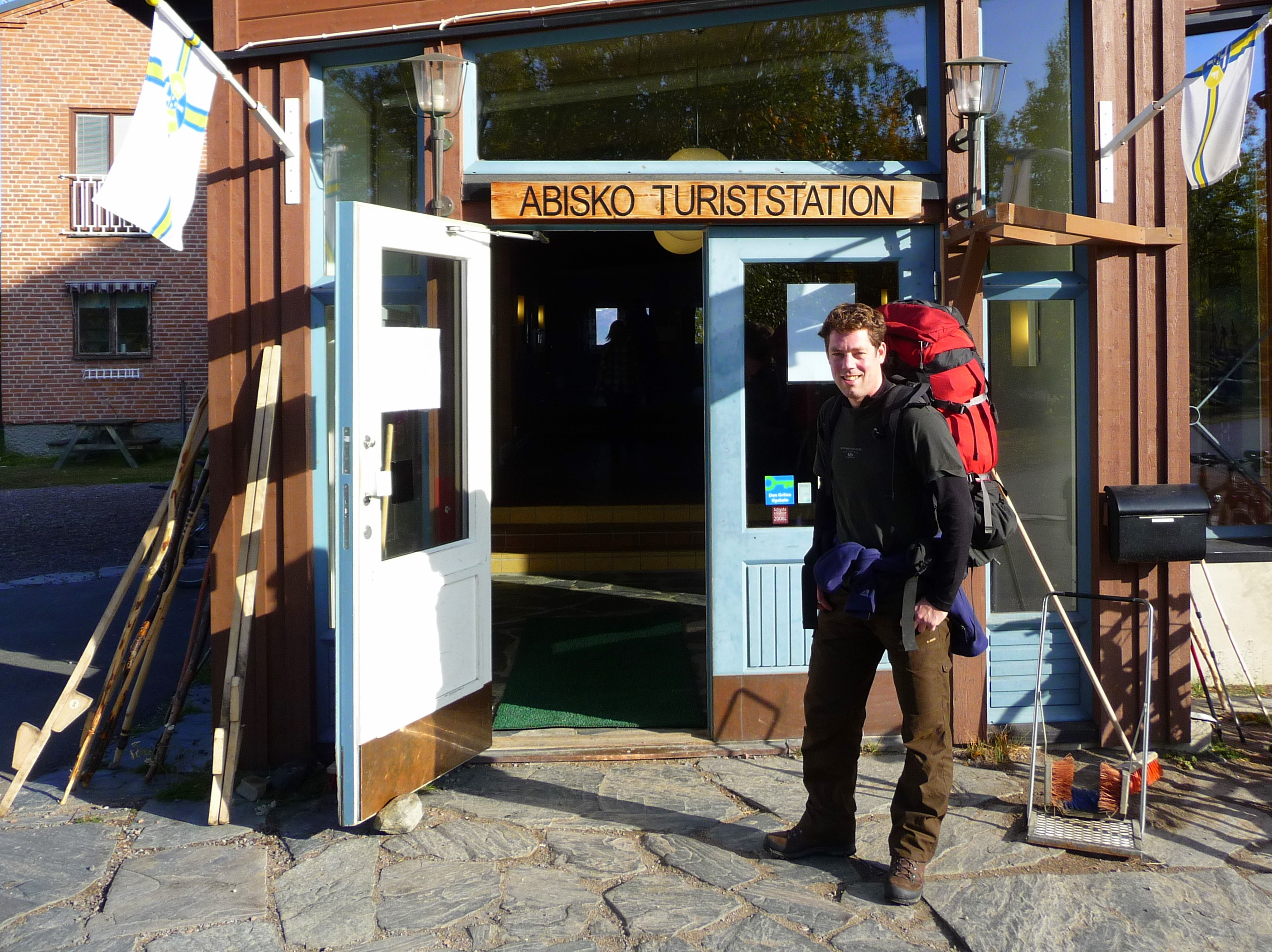
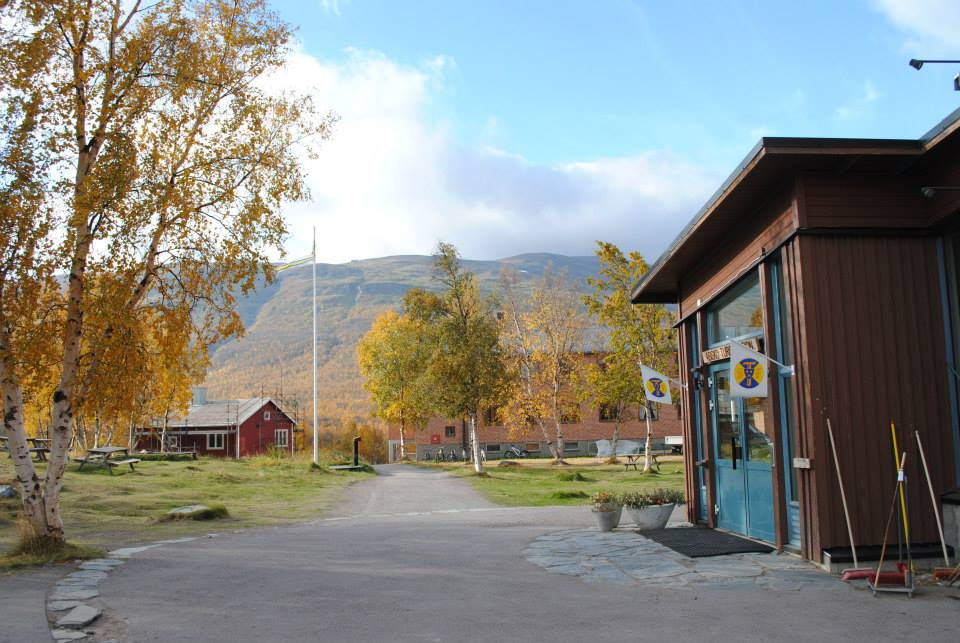
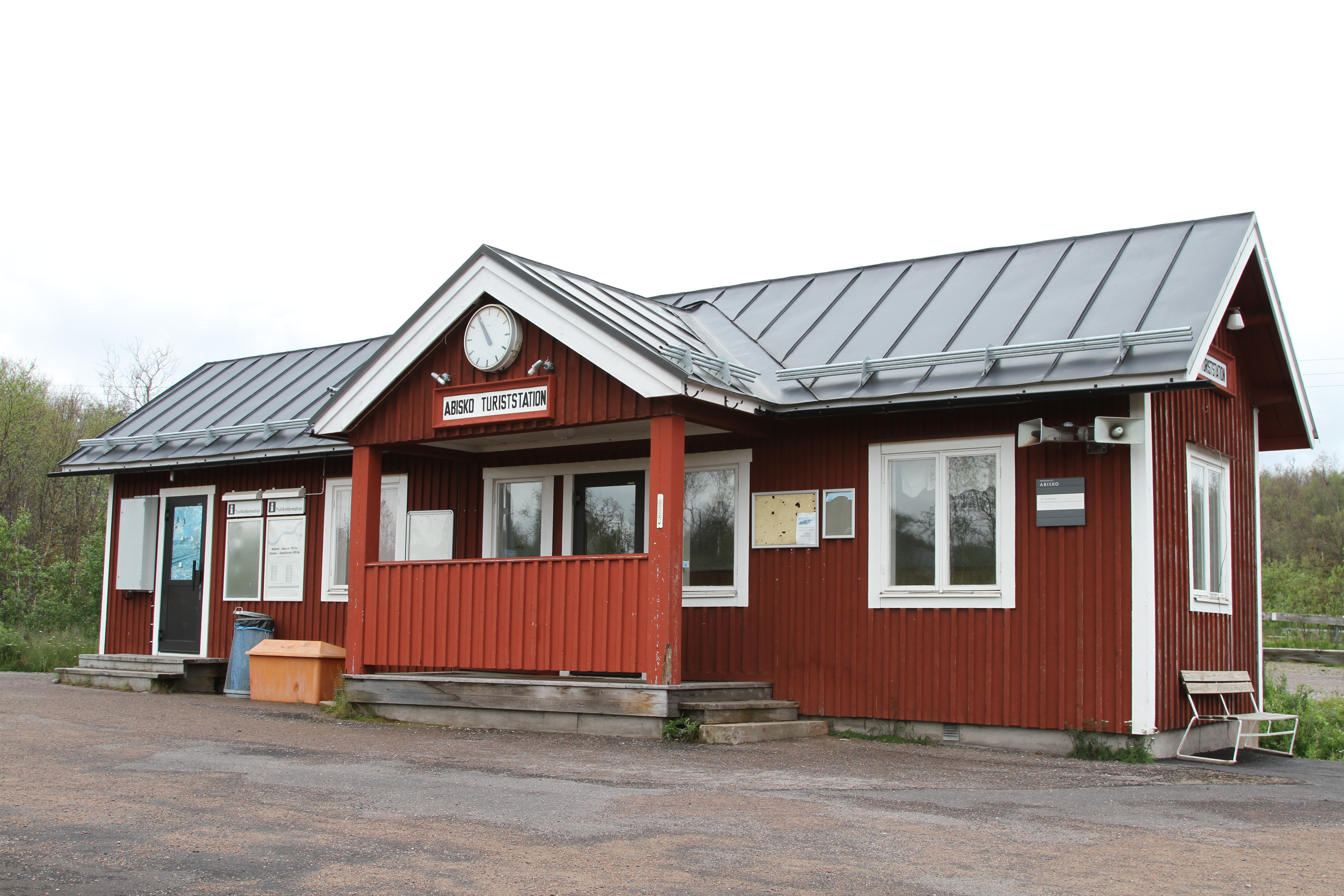